# (5325) Silver
(5325) Silver es un asteroide perteneciente al cinturón de asteroides, descubierto el 12 de mayo de 1988 por Carolyn Shoemaker desde el Observatorio del Monte Palomar, Estados Unidos.

## Designación y nombre
Designado provisionalmente como 1988 JQ. Fue nombrado Silver en honor a Leon T. Silver, profesor de geología en el Instituto de Tecnología de California. Famoso por sus estudios de geología regional y las determinaciones precisas de las edades de las rocas cristalinas precambrianas y mesozoicas del suroeste de los Estados Unidos. También hizo importantes descubrimiento sobre el estudio de la Luna. Jugó un papel importante en el entrenamiento de los astronautas sobre temas relacionado con geología para las misiones Apolo 15, 16 y 17 a la luna y en la planificación y conducción de estas misiones.

## Características orbitales
Silver está situado a una distancia media del Sol de 2,363 ua, pudiendo alejarse hasta 2,880 ua y acercarse hasta 1,846 ua. Su excentricidad es 0,218 y la inclinación orbital 23,48 grados. Emplea 1327,02 días en completar una órbita alrededor del Sol.

## Características físicas
La magnitud absoluta de Silver es 12,4. Tiene 9,374 km de diámetro y su albedo se estima en 0,192.